# ファイナルファンタジーXI ぼくらのきもち Boy meets Girl
『ファイナルファンタジーXI ぼくらのきもち Boy meets Girl』（ファイナルファンタジー11ぼくらのきもちボーイミーツガール）は、原作者おおつきべるのによる日本の漫画にして、Boy meets Girlシリーズの1作目にあたる作品。ブロスコミックスEX2005年1月号から5月号まで連載されのち外伝1話が連載された。

## 概要
本作にあたる『ファイナルファンタジーXI ぼくらのきもち Boy meets Girl』は、実在のテレビゲームおよびオンラインゲーム「FINAL FANTASY」シリーズ及びFF11基本的な題材となっており作中で明らかにされてはいないが本作の登場人物たちは物語上の実在するFF11の仮想世界に当たるヴァナ・ディールにログインしてプレイしている状態である可能性は非常に高い。本作の登場人物達がヴァナ・ディールの世界で数々の出会いや別れなどを描かれた内容となっておりのちの続編も基本的にその基盤は変わらず連載された。なお本作本誌さらには続編に当たる作品には本文誤植が存在し原作者の公式サイトで一部修正が施された。

## 物語
ヴァナ・ディールその世界は多くの人間、種族が存在しそして多くの冒険者が存在する。このような世界で多くの冒険者や人々が出会い別れを通し様々な物語が今日も交差する。一人の冒険者クロードは魔物ファンガーとの戦闘中に毒属性の攻撃を受けてしまいその場で気絶してしまう。ちょうどその場を徘徊していた白魔道士の「ハル」は倒れこんでいたクロードを介抱しなんとか命を繋ぎとめる。この出会いはヴァナ・ディール内での一つの物語の始まりである

## 登場人物
クロード
ジョブ - 戦士(前期)ナイト(後期)
本作の主人公、人当たりもよくどこにでもいる好青年。物語前半は低レベルなためか少々足手まといな行動がみられるところがあったものの物語が進むにつれて心強いパーティーのリーダーとして成長していく。最初のジョブは戦士だったもののある事件を境に上級職のナイトに転職しPTのタンク役だけでなくアッタカーもこなすほどの実力者に成長する。
ハルと出会って以降は元々後ろ向きだった性格から少しずつ前向きな性格に代わっていく。
物語前半でナイトになるための修行中の身で仲間たちとナイト昇格試験に挑むも帰路の最中にオークの群れに襲撃され前衛ジョブの戦士でありながら後衛ジョブに当たる白魔導士のハルが結果的にしんがりを務める結果となりそれが結果的に自身の弱さを痛感し二度と同じ過ちを繰り返さないために何よりも仲間たちを守れる強い自分であるために一時的にPTから離脱し武者修行に励み精神的にも成長した。
ハルにたいして恋愛感情を抱いているがその気持ちはいまだに隠している状態である
ハル
ジョブ - 白魔導士
本作のヒロイン、物語開始時点ではすでに相当な高レベルに達しており相当な実力者。ファンガーと戦い毒を食らい苦しんでいるクロードを手当てしたことをきっかけに彼の所属するリンクシェルの一員となりクロードと共に行動する事が多くなっていく。
物語前半では高レベルなため後衛ジョブでありながらPTが危機的状況に陥った際にはしんがりを務めるという荒業にもひとしい行動に走りクロードを精神的にも傷つけてしまう。。
その後はしばらくはリンクシェルのメンバーから離脱し一人で行動する孤独な道に進もうとするがナイトへと成長したクロードから愛の告白に近い形で説得され再び彼らと行動を共にする。
クロードにたいして恋愛感情を抱いているがその気持ちはいまだに隠している状態である